# Chiesa di Sant'Andrea (Piazza Armerina)
La chiesa di Sant'Andrea e il primitivo cenobio appartenenti al Gran Priorato dell'Ordine equestre del Santo Sepolcro di Gerusalemme sotto il titolo di «Sant'Andrea e Sant'Elia» costituiscono un aggregato religioso ubicato nella parte nord occidentale della città di Piazza Armerina. La chiesa è affidata all'Ordine Equestre del santo Sepolcro di Gerusalemme - Delegazione di Piazza Armerina.

La croce di Gerusalemme dell'Ordine equestre del Santo Sepolcro.

## Storia

### Epoca normanna
La chiesa di Sant'Andrea dell'Ordine equestre del Santo Sepolcro di Gerusalemme del primitivo priorato risale al 1096. Sede dei Cavalieri del Santo Sepolcro nel 1106 concessa dal conte Simone del Vasto, signore di Butera e di Policastro, nipote del gran conte Ruggero, sette anni dopo la presa di Gerusalemme del 1099.
Nel 1148 dallo stesso Aleramico e dalla moglie Thomasia fu donata all'Ordine equestre del Santo Sepolcro di Gerusalemme con l'annesso cenobio, dotata di una cospicua rendita, che servì per partecipare alle spese per la difesa di Gerusalemme fino a quando quest'ultima non fu conquistata dai turchi nel 1244.
Il tempio fu verosimilmente ricostruito dopo la ribellione della città a Guglielmo I, nella quale furono coinvolti i canonici regolari di Sant'Agostino, più probabilmente dopo il grande terremoto del 1169, che sconvolse tutta la Sicilia centro - orientale.
Il Priore di Sant'Andrea, nominato prima dai Conti Aleramici e poi dai Re di Sicilia, confermato sempre dal Pontefice, fu scelto per secoli tra le più alte personalità della Sicilia e sedeva per diritto al Parlamento Siciliano.
Sin dalla sua costituzione canonica, immediatamente a ridosso della prima crociata, due erano le funzioni espletate dal Gran Priorato:
1. ) Appartenere alla capillare rete di strutture ricettive per garantire i pellegrinaggi presso il Santo Sepolcro
2. ) Costituire in territorio continentale una struttura adeguata atta a garantire l'immediato ricovero, riparo dei contingenti del fronte cristiano in caso di disfatta.

### Epoca aragonese
Il complesso è elevato a Gran Priorato con l'accorpamento del Priorato di Sant'Elia di Adrano e del Priorato di Sant'Andrea di Lentini.
Per volontà di Martino I di Trinacria e della consorte Maria di Sicilia, principessa d'Aragona, di Atene e di Neopatria, che nominarono Giovanni III Suriano, barone di Ramursura, primo Gran Priore del Cenobio costituito, con dignità Patriarcale di mero e misto impero sulle ingenti commende e feudi gerosolimitani in Val di Noto e Val Demone, con dignità di Patriarca e Principe di Gerusalemme, primo Gran Priore fuori dalla Palestina.
Nel 1392 ebbe dignità ducale e trentacinquesimo seggio fra i Pari del regno. Successivamente all'esilio di Artale Alagona gli fu riconosciuta la Signoria comitale di Piazza con l'annessa capitania e castellania del nuovo mastio fatto erigere dai Martini di Trinacria e d'Aragona divenendo fra i più temuti baroni del Regno di Sicilia e protettore della Corona d'Aragona (primo Signore, primo Capitano e primo Castellano di Piazza Armerina).

## Priori
- Monsignor Alfonso Airoldi, arcivescovo di Eraclea e Gran Priore di Sant'Andrea di Piazza Armerina, Giudice del Tribunale dell'Apostolica Legazia, marchese di Santa Colomba, Ordinario della Fedelissima e Vittoriosa Città di Calascibetta.

## Priorato di Sant'Elia di Adrano
Questa chiesa si deve ad Adelicia, nipote del conte Ruggero. Governata dai canonici regolari di Sant'Agostino, era una dipendenza della chiesa del Santo Sepolcro di Gerusalemme. Di essa ai piedi della rocca, erroneamente detta di San Leo resiste una parte del campanile.
Sui resti nel 1626 fu eretta una torre di guardia, dai baroni Guzzardi. Rocco Pirri la dice fondata con certezza dalla predetta principessa normanna.

## OESSH
Luoghi sacri di Sicilia custoditi dall'Ordine dei Cavalieri del Santo Sepolcro di Gerusalemme:
- Chiesa capitolare di San Cataldo di Palermo
- Oratorio di Santa Caterina d'Alessandria di Palermo
- Chiesa capitolare di San Giuliano di Catania.
- Chiesa dell'Immacolatella o chiesa dell'Immacolata Concezione di Trapani

Chiese a vario titolo correlate all'Ordo Equestris Sancti Sepulcri Hierosolymitani (OESSH):
| - Chiesa di Santa Croce di Messina - Chiesa di San Nicolò Regale di Mazara del Vallo - Chiesa dei Santi Pietro e Paolo d'Agrò di Casalvecchio Siculo - Cattedrale di Santa Maria Nuova di Monreale | - Chiesa di Santa Maria in Jerusalem di Palermo - Chiesa di Santa Cristina la Vetere di Palermo - Chiesa di San Giovanni dei Lebbrosi di Palermo - Basilica della Santissima Trinità del Cancelliere detta La Magione di Palermo |